# Internationaler Bodensee-Feuerwehrbund
Der Internationale Bodensee-Feuerwehrbund ist eine internationale Feuerwehrvereinigung der Feuerwehren in Deutschland, der Schweiz und Österreich im Bereich des Bodensees.
Der Feuerwehrbund wurde 1860 als einer der ersten internationalen Feuerwehrvereinigung und die erste im deutschen Sprachraum gegründet, der auch heute noch besteht. Der genaue Gründungsort lässt sich nicht mehr genau eruieren, ist aber entweder in Konstanz oder in St. Gallen. Gründungswehren waren die Feuerwehren von Friedrichshafen, Lindau, Bregenz, Rorschach, St. Gallen und Konstanz aus damals fünf Ländern, Österreich, Schweiz, Bayern, Württemberg und Baden.
Zweck des Feuerwehrbundes ist der Erfahrungsaustausch auf allen Gebieten, die die Feuerwehr betreffen. Dies ist nicht nur der Brand- und Umweltschutz oder das Rettungswesen, sondern auch die Jugendarbeit den Feuerwehren und auch die Pflege der Kameradschaft.
Der Sitz des Bundes ist nicht fix, soll aber laut Statuten eine ständig besetzte Feuerwehr sein. Das Archiv des Bundes befindet sich bei der Feuerwehr Bregenz. Die Mitgliedschaft ist freiwillig. Mitglied kann jede Feuerwehr, also Berufsfeuerwehr, Freiwillige Feuerwehr, wie Betriebsfeuerwehr im Bodenseeraum werden. Organe des Bundes sind die Abgeordnetenversammlung und der Vorstand sowie die Kassenprüfer. Je nach Anzahl der aktiven Feuerwehrmitglieder kann sie Abgeordnete in die Versammlung entsenden.

## Mitglieder
- Deutschland: 56 Freiwillige Feuerwehren und Werkfeuerwehren
- Österreich: 18 Orts- und Betriebsfeuerwehren
- Schweiz: 31 Feuerwehren